# 山田風太郎 からくり事件帖-警視庁草紙より-
『山田風太郎 からくり事件帖-警視庁草紙より-』（やまだふうたろう からくりじけんちょう-けいしちょうぞうしより）は2001年9月28日から11月23日までNHK総合テレビの金曜時代劇枠にて放映されたテレビドラマ。全9話。山田風太郎の明治物小説の1つ『警視庁草紙』を原作としている。

## ストーリー

### 警視庁草紙
ドラマの原作となった山田風太郎の『警視庁草紙』は、江戸と東京が混在する明治6年から8年の帝都を舞台とした小説で、1973年（昭和48年）に雑誌の『オール讀物』に連載された。西郷隆盛が西南戦争をおこさんとするその前夜の帝都を舞台に、産声をあげたばかりの「警視庁」の警官たちと、元同心の虚々実々の駆け引きを描いたもので、2021年には『警視庁草紙 -風太郎明治劇場』のタイトルで漫画化もされた。

## スタッフ
- 原作：山田風太郎「警視庁草紙」
- 制作統括：菅野高至、小林千洋
- 脚本：杉山義法、斎藤樹実子
- 演出：久保田充、富沢正幸
- 音楽：coba
- 共同制作：NHKエンタープライズ21
- 制作：NHK

## キャスト
- 隅のご隠居（幕末・最後の江戸南町奉行・駒井信興[2]）：小林桂樹（第1話～第4話）/佐野浅夫（第5話～第9話）
- 千羽兵四郎（ご隠居の元部下で元同心）：田辺誠一
- 小蝶（元御家人の娘 柳橋の自前「フリーの」芸者）：原田知世
- お縫（ご隠居の孫娘）：野村佑香
- かん八（元岡っ引）：深沢敦
- 吉五郎（スリの名人）：坊屋三郎
- 加治木直武警部:池田成志
- 藤田五郎巡査:小林宏史
- 油戸杖五郎巡査:信太昌之
- 菊池剛蔵巡査:西田聖志郎
- 今井信郎巡査:康すおん
- 下岡蓮杖：岡村喬生
- 熊坂長庵:及川以造
- 小浪：榎本加奈子
- 福井おかね：藤谷美紀
- 針買将馬：斎藤洋介
- 柴五郎：内野謙太
- お千：小林麻子
- 永岡久茂（敬次郎）：三村晃弘
- 平間重助:三上市朗
- 鉄砲定:石井愃一
- 千葉武雄：ダンカン
- 宇津木冴（井伊大老の側近の彦根藩士で後に大工となった者の、娘。宇津木景福の縁者としての設定の可能性がある）：宝生舞
- 佐川官兵衛:大橋吾郎
- 山岡鉄舟:磯部勉
- 井上馨：伊武雅刀
- からくり儀右衛門：今福将雄
- 石出帯刀：佐野史郎
- 川路利良：近藤正臣
- 語り：神田陽子

他、劇中に歴史上の人物として東條英教、平山直一や森林太郎などが登場している。

## サブタイトル
- - 第1話「人も獣も天地の虫」
  - 第2話「銀座レンガ街」
  - 第3話「写真事始め」
  - 第4話「天女の用心棒」
  - 第5話「最後の牢奉行」
  - 第6話「番外、桜田門」
  - 第7話「夢のゆくえ」
  - 第8話「皇女のお馬車」
  - 最終話「泣く子も黙る抜刀隊」

## 備考
- 主演の小林桂樹は夏バテと過労により第4話で降板し佐野浅夫が第5話以降を引き継いだ。
- 吉五郎役の坊屋三郎は確認出来るものでは生前最後のドラマ出演である。